# Eric Dorman-Smith

Eric Dorman-Smith en Alan Brooke

Eric Edward Dorman-Smith (Cootehill (Ierland),  24 juli 1895 – 11 mei 1969) werd later Eric Edward Dorman O'Gowan, was een Brits officier die in de Tweede Wereldoorlog diende.

## Biografie
Dorman-Smith werd geboren in Cootehill in County Cavan, Ierland en studeerde aan de Uppingham School in Rutland. Zijn beste vriend in Cootehill was John Charles McQuaid, de latere katholieke Aartsbisschop van Dublin. Hij ging naar Sandhurst als een officierscadet en studeerde daar in 1914 af. Hij werd toegevoegd als luitenant aan het 1ste Bataljon van de Northumberland Fusiliers. Hij raakte tijdens de Eerste Wereldoorlog drie keer gewond en eindigde de oorlog met de rang van majoor en de Military Cross. Na de oorlog werd hij naar Ierland gezonden en probeerde boven de politiek te blijven tijdens de Brits-Ierse Oorlog. Hij had als bijnaam: "Chink". Hij werd commandant van de Middle East Staff College en werd in december 1940 de adviseur van generaal-majoor Richard O'Connor en de Western Desert Force. Dorman-Smith zou meegeholpen hebben aan Operatie Compass en een gat in de Italiaanse verdedigingen bij Sidi Barrani hebben ontdekt.
Tot zijn ontslag op 6 augustus 1942 was Dorman-Smith een kolonel maar had de rang van een generaal-majoor en diende als stafchef van Claude Auchinleck, de opperbevelhebber in het Midden-Oosten. Na deze datum had Dorman-Smith geen enkele belangrijke militaire positie bekleed. Hij werd later benoemd om onder Neil Ritchie te dienen, een man die hij tijdens zijn tijd in Egypte hevig bekritiseerde. Hij werd van zijn post verwijderd en had voor zes maanden geen werk voordat hem het bevel over een brigade in Italië werd gegeven. Hij werd opnieuw ontslagen nadat zijn bataljonscommandanten twijfelde aan zijn leiderschap. Zijn divisie “superieur” verklaarde hem “ongeschikt voor brigadecommando”. Dorman-Smith was een onorthodoxe commandant vanwege zijn tegengestelde meningen.     
Na zijn ontslag viel Dorman-Smith buiten het militaire establishment, raakte gedesillusioneerd over Groot-Brittannië en nam in 1949 de Ierse naam O’Gowan aan. Hij was in de jaren vijftig een adviseur voor de IRA tijdens de Border Campaign. Dorman-Smith stierf in Ierland op 11 mei 1969.